# Melleville
Melleville é uma comuna francesa na região administrativa da Normandia, no departamento de Sena Marítimo. Estende-se por uma área de 9,06 km². Em 2010 a comuna tinha 272 habitantes (densidade: 30 hab./km²).